# Shimizu Corporation

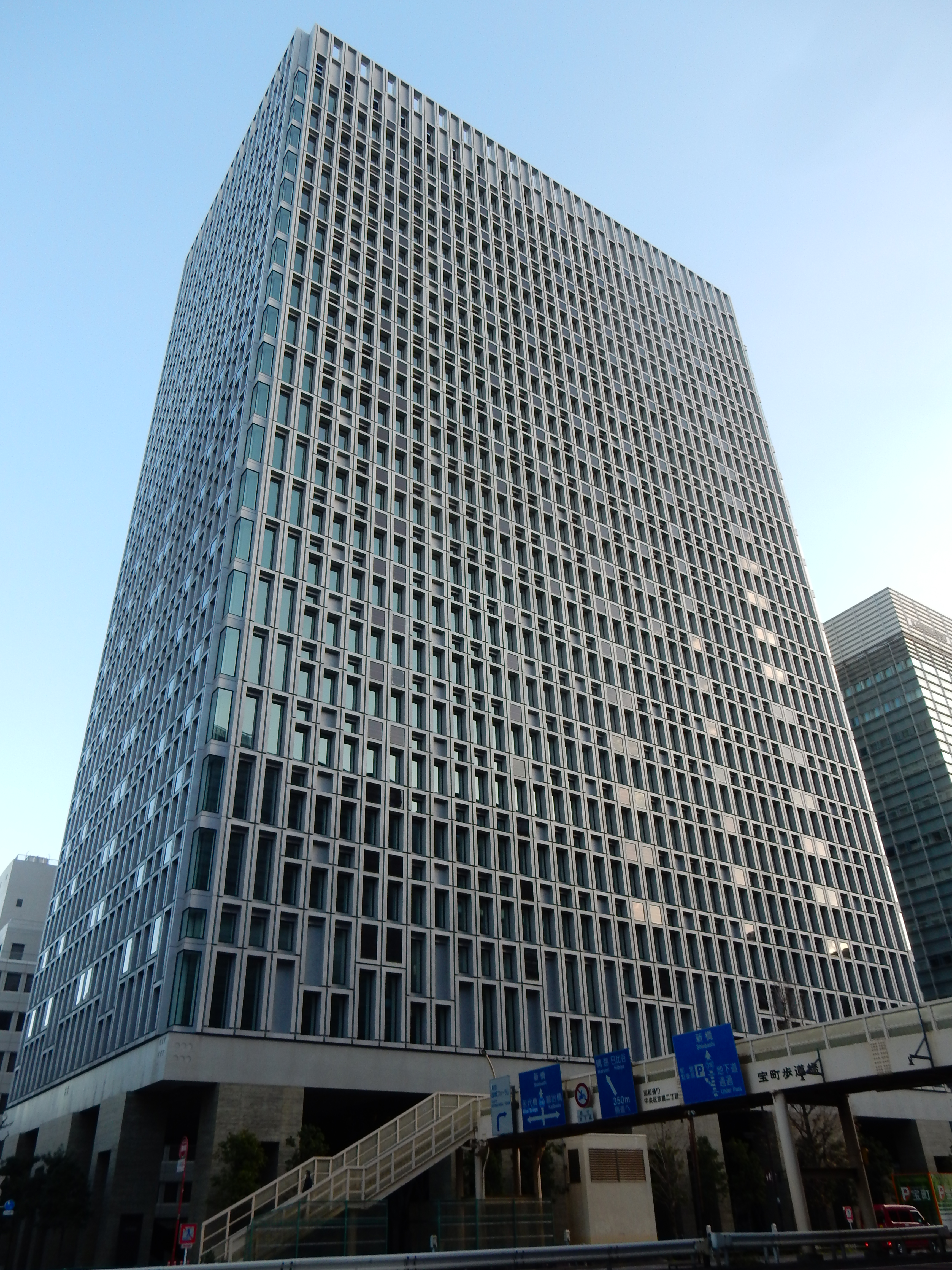
Sede de la Shimizu Corporation

Shimizu Corporation (清水建設 Shimizu Kensetsu Kabushiki-gaisha) es una empresas de arquitectura, ingeniería civil y contratación general, ofreciendo una planificación integral, diseño integrado y elaboración de soluciones para una amplia gama de proyectos de construcción e ingeniería en todo el mundo.  Tiene unas ventas anuales de aproximadamente 15 mil millones de dólares y ha sido ampliamente reconocida como una de los 5 mayores contratistas en Japón y entre los 20 mejores del mundo.[cita requerida]